# Harumafuji Kōhei
Harumafuji Kōhei  (日馬富士 公平?), all'anagrafe Davaanyamyn Byambadorj (in lingua mongola: Даваанямын Бямбадорж) (Ulan Bator, 14 aprile 1984) è un lottatore di sumo mongolo.
È il 7º ōzeki di origine straniera e il 70° Yokozuna.

## Carriera
Proveniente da una famiglia di lottatori (il padre praticava lotta mongola), è l'ultimo di tre figli. A Ulan Bator praticò judo ed ebbe occasione di allenarsi con quelli che poi sarebbero diventati i rikishi Asashōryū, Asasekiryū e Tokitenkū. Nel luglio del 2000 vedendo in tv il rikishi mongolo Kyokushūzan decide di partecipare ad un torneo di sumo organizzato dall'oyakata della Ajigawa beya (ora Isegahama beya). Venne così notato tra i circa 100 partecipanti e, grazie alle assicurazioni fornite dal padre riguardo al soggiorno del figlio all'estero, l'oyakata decise di condurlo in Giappone per farne un rikishi.
Fa così il suo debutto ufficiale nel sumo nel gennaio del 2001, con la shikona di Ama (安馬). Al suo primo torneo in Jonokuchi è già yūshō. Il secondo sarà nel torneo di marzo a Osaka dell'anno successivo nella categoria Sandanme. Il suo debutto fra i professionisti sekitori, avviene due anni più tardi, nel 2004 dopo 20 basho dal maezumo. Lo stesso anno a settembre conquista anche lo yūshō. A novembre ovviamente l'ingresso in Makuuchi. A marzo 2005 il primo sanshō per la tecnica. Il terzo giorno del Nagoyabasho per la prima volta accompagna lo yokozuna Asashōryū durante lo dohyōiri.
Sarà proprio battendo lo stesso Asashōryū che a inizio 2006 otterrà la prima e unica kinboshi della sua carriera. Il torneo successivo aggiunge ai suoi palmarès un altro premio speciale per la tecnica per aver sconfitto gli ōzeki Kaiō Hiroyuki e Kotoōshū rispettivamente con hikkake e ashitori, due tecniche particolari di sumo. A maggio viene promosso komusubi, per poi però retrocedere nuovamente tra le file dei maegashira. A settembre ottiene un nuovo sanshō, questa volta per spirito combattivo.
Dopo aver riconquistato il grado di komusubi a marzo 2007 vincendo contro l'ōzeki Chiyotaikai ottiene per la prima volta un kachikoshi nel sanyaku venendo così promosso a sekiwake. A settembre la prima vittoria contro Hakuhō per kubinage e 10-5 come risultato a fine torneo gli fanno meritare in primo sanshō per performance straordinaria. il torneo successivo riesce a riottenerlo nuovamente sempre per aver sconfitto lo yokozuna, stavolta per shitatenage, e per aver conseguito lo stesso numero di vittorie. Due tornei consecutivi con 10 vittorie gli danno la possibilità di lottare per la promozione ad ōzeki.

### Promozione a ōzeki
Nel gennaio 2009 la promozione al rango di ōzeki dopo un kettei-sen disputato contro lo yokozuna Hakuhō Shō nel torneo di fine anno del 2008 (in questo è stato uno dei soli nove non-giapponesi ad aver ottenuto tale livello; gli altri sono: Konishiki, Akebono e Musashimaru dalle Hawaii; Hakuhō, Asashōryū Akinori e Kakuryū dalla Mongolia; Baruto Kaito dall'Estonia e Kotooshu dalla Bulgaria). Nel maggio dello stesso anno vince il suo primo torneo (Natsubasho), questa volta riuscendo a vincere lo yokozuna Hakuhō Shō nel kettei-sen.